# Aplocera benesignata
Aplocera benesignata är en fjärilsart som beskrevs av Leo Schwingenschuss 1955. Aplocera benesignata ingår i släktet Aplocera och familjen mätare. Inga underarter finns listade i Catalogue of Life.